# Дериглазов, Илья Олегович
Илья Олегович Дериглазов (29 июня 2004, Ижевск) — российский шашист, бронзовый призер чемпионата России по международным шашкам среди мужчин 2020 года и серебряный призёр чемпионата 2024 года в программе блиц.
Тренер — А. В. Льдоков. FMJD-Id: 19616.[прояснить]
Победитель (2019 — блиц) и бронзовый призёр (2016 — блиц, 2017, 2019) первенств мира среди юношей до 14, до 16 лет, первенства Европы (2014) среди детей до 10 лет.
Рост - 1.80 метра 
Вес - 60 кг